# Holcombe (Wisconsin)
Holcombe – jednostka osadnicza w Stanach Zjednoczonych, w stanie Wisconsin, w hrabstwie Chippewa.